# Johan Diepstratenprijs
De Johan Diepstratenprijs (ook wel de BN DeStem Cultuurprijs genoemd) is een tweejaarlijkse culturele prijs van 2500 euro voor een nieuw kunstenaarstalent om het culturele klimaat in Zuidwest-Nederland te stimuleren. De prijs wordt uitgereikt door de Johan Diepstraten Stichting, een initiatief van NHTV internationaal hoger onderwijs Breda en het dagblad BN/DeStem. De Stichting is vernoemd naar de in 1999 overleden Bredase kinderboekenschrijver Johan Diepstraten. Steeds wordt een andere culturele discipline uitgekozen. Tot nog toe zijn proza/poëzie, schilderkunst, dance, fotografie en cabaret aan bod geweest. De ingezonden werken of opvoeringen worden beoordeeld door een deskundige vakjury. 

## Prijswinnaars
- 2000: Herbert Mouwen (Etten-Leur, 1952), schrijver
- 2002: Koen Daelere (Brugge, 1970), schilder
- 2004: Anexx (Danny van Rooy) en Steady Douglas (Mark de Winter), dj's
- 2006: Wytske van Keulen (Bergen op Zoom, 1982), Bredase fotografe
- 2008: Roel Meijvis (1995), cabaretier
- 2010: Ellen van den Corput (Breda, 1988), dichter
- 2012: Sietske Hereijgers (Zundert, 1994), striptekenaar
- 2014: Joris Dee (duo Joris Dieleman en Indra Salima Kartodirdjo), singer-songwriters
- 2016: Josefien van Kooten en Anna Witte, documentairemakers